# Avilena
L'avileña ou avileña negra iberica est une race bovine élevée en Espagne. Elle est aussi présente au Portugal, où elle est nommée Preta.

## Origine
Elle appartient au rameau ibérique. Elle est originaire de la Province d'Ávila, au centre-ouest de l'Espagne et du district de Santarém au Portugal. Des chercheurs portugais considèrent la preta comme issue de métissage entre la race noire ibérique, la brava et des races locales de l'Alentejo.
En Espagne, le registre généalogique date de 1970. Les effectifs ont chuté de 100 000 en 1993 à 48 000 en 2008. Depuis, il est stabilisé autour de 53000.  
Au Portugal, le registre racial date de 1993, mais un texte de 1850 décrit déjà une race qui correspond à la preta actuelle. Les effectifs sont passés de 2 000 en 1994 à 8 500 en 2008 et 53 000 en 2013.

## Morphologie
Elle porte une robe noire uniforme. Les muqueuses sont également noires, seule une auréole claire entoure le mufle. Ses cornes sont ardoise ou claires à pointes sombres, longues et courbées vers l'avant, la pointe dressée ou pointée vers le bas. La tête est rectiligne à légèrement concave, allongée à front large. Le cou court est très musclé chez le mâle, fin chez la femelle. Le tronc est large, la ligne dorsale rectiligne et bien musclée, les pattes robustes et bien proportionnées. 
Elle mesure 140 cm au garrot pour 550 kg chez la vache et 150 cm pour 950 kg chez le taureau. Au Portugal, la preta est un peu plus légère avec 500 kg pour les vaches et 700 kg pour les taureaux.

## Aptitudes

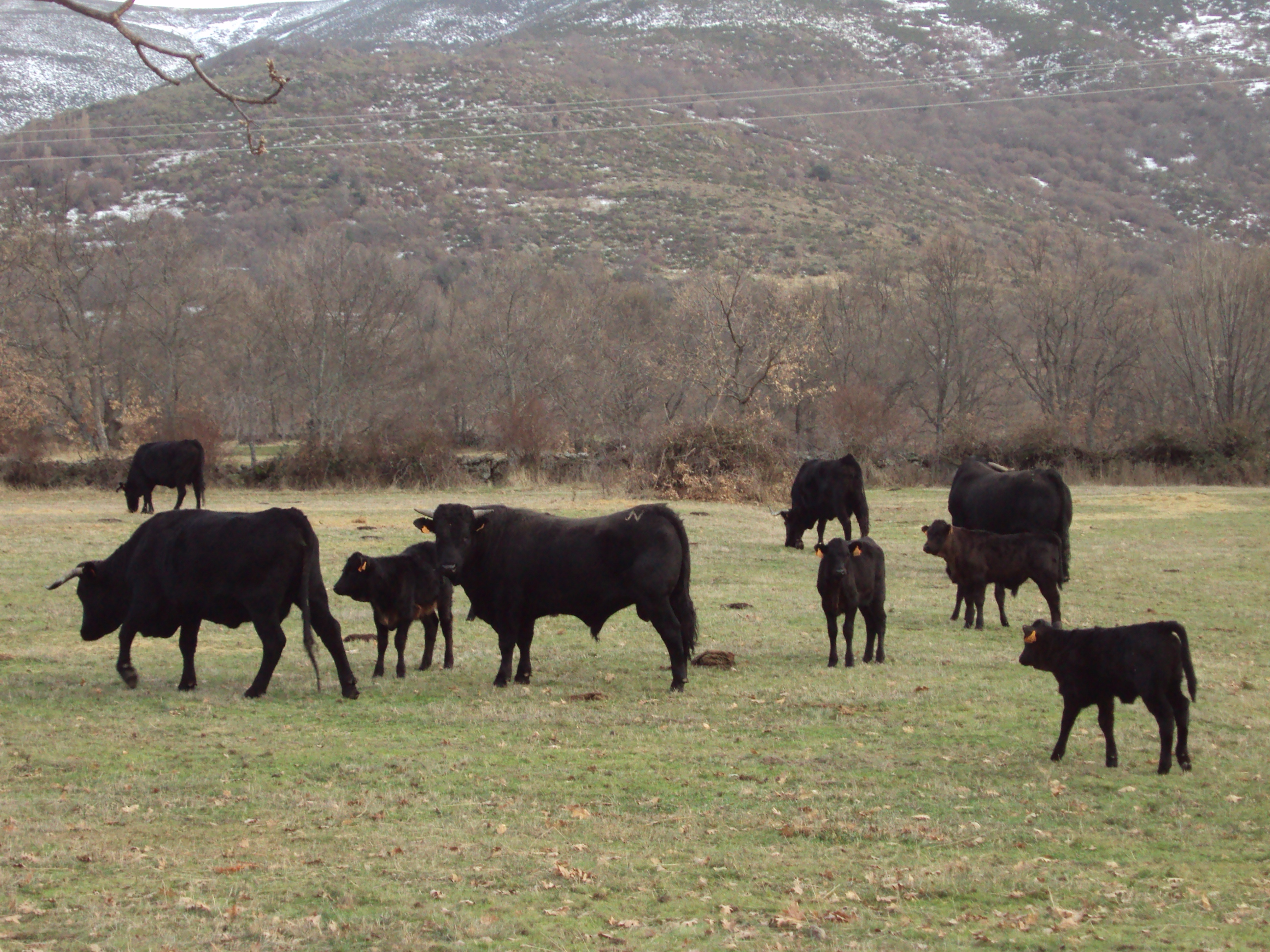
Troupeau de race avileña.

C'est une race anciennement sélectionnée pour sa force de travail dans une région de climat méditerranéen à été sec. La race noire a été remarquée par son aptitude à se nourrir de ce qu'elle trouve qualitativement et quantitativement : elle mange les rebuts des cultures, paille, broussailles, herbe des fossés, accepte un amaigrissement saisonnier et retrouve son embonpoint à la saison suivante.
Avec la mécanisation de l'agriculture, ses qualités de rusticité ont été détournées vers une exploitation en système extensif en plein air. Au Portugal, les troupeaux valorisent les restes de culture (chaumes) et les éleveurs complémentent la nourriture lors des épisodes de pénurie pour éviter un amaigrissement qui diminue la rentabilité. En Espagne, les troupeaux font une transhumance. L'hiver se déroule en zone de dehesa extremeña, zone aride de pâture en sous bois clairsemé et l'été en montagne. La vie est presque exclusivement en plein air. La vache est une bonne mère. Elle est fertile et vêle sans problèmes, même en croisement avec un taureau de race productive. Elle a une bonne longévité. Elle peut supporter une période de pénurie alimentaire et récupère bien son poids initial.
Sa viande bénéficie d'une IGP espagnole sous le terme « carne de Avila ». Traditionnellement, elle concerne deux produits : la viande des jeunes de moins d'un an, d'un poids de carcasse de 100 kg à la viande claire et tendre et la viande de bœuf, vaches de réforme et bœufs engraissés pendant deux ou trois ans.